# Pyrenula cuyabensis
Pyrenula cuyabensis är en lavart som först beskrevs av Malme, och fick sitt nu gällande namn av R. C. Harris. Pyrenula cuyabensis ingår i släktet Pyrenula och familjen Pyrenulaceae.   Inga underarter finns listade i Catalogue of Life.